# Petrovice u Karviné
Petrovice u Karviné là một làng thuộc huyện Karviná, vùng Moravskoslezský, Cộng hòa Séc.